# Judo als Jocs Olímpics d'estiu de 1992
Als Jocs Olímpics d'Estiu de 1992 celebrats a la ciutat de Barcelona (Catalunya) es disputaren 14 proves de judo, set d'elles en categoria masculina i set més en categoria femenina. Aquesta fou la primera vegada que les dones pogueren competir dins del programa oficial dels Jocs, havent-se realitzat en l'edició de 1988 a Seül (Corea del Sud) una exhibició en categoria femenina.
Hi participaren un total de 433 judoques, entre ells 270 homes i 163 dones, de 92 comitès nacionals diferents. La competició es desenvolupà al Palau Blaugrana el dia 27 de juliol de 1992.

## Resum de medalles

### Categoria masculina
| Prova   | Or                    | Argent          | Bronze            |
| – 60 kg | Nazim Guseynov        | Yoon Hyun       | Tadanori Koshino  |
| – 60 kg | Nazim Guseynov        | Yoon Hyun       | Richard Trautmann |
| – 65 kg | Rogério Sampaio       | Jozsef Csak     | Israel Hernández  |
| – 65 kg | Rogério Sampaio       | Jozsef Csak     | Udo Quellmalz     |
| – 71 kg | Toshihiko Koga        | Bertalan Hajtos | Chung Hoon        |
| – 71 kg | Toshihiko Koga        | Bertalan Hajtos | Oren Smadja       |
| – 78 kg | Hidehiko Yoshida      | Jason Morris    | Bertrand Damaisin |
| – 78 kg | Hidehiko Yoshida      | Jason Morris    | Kim Byung-Joo     |
| – 86 kg | Waldemar Legień       | Pascal Tayot    | Nicolas Gill      |
| – 86 kg | Waldemar Legień       | Pascal Tayot    | Hirotaka Okada    |
| – 95 kg | Antal Kovács          | Raymond Stevens | Theo Meijer       |
| – 95 kg | Antal Kovács          | Raymond Stevens | Dmitri Sergeyev   |
| + 95 kg | David Khakhaleishvili | Naoya Ogawa     | Imre Csosz        |
| + 95 kg | David Khakhaleishvili | Naoya Ogawa     | David Douillet    |

### Categoria femenina
| Prova   | Or               | Argent               | Bronze           |
| – 48 kg | Cécile Nowak     | Ryoko Tamura         | Amarilis Savón   |
| – 48 kg | Cécile Nowak     | Ryoko Tamura         | Hulya Senyurt    |
| – 52 kg | Almudena Muñoz   | Norika Mizogushi     | Li Zhongyun      |
| – 52 kg | Almudena Muñoz   | Norika Mizogushi     | Sharon Rendle    |
| – 56 kg | Miriam Blasco    | Nicola Fairbrother   | Driulis González |
| – 56 kg | Miriam Blasco    | Nicola Fairbrother   | Chiyori Tateno   |
| – 61 kg | Cathérine Fleury | Yael Arad            | Yelena Petrova   |
| – 61 kg | Cathérine Fleury | Yael Arad            | Zhang Di         |
| – 66 kg | Odalis Revé      | Emanuela Pierantozzi | Kate Howey       |
| – 66 kg | Odalis Revé      | Emanuela Pierantozzi | Heidi Rakels     |
| – 72 kg | Kim Mi-Jung      | Yoko Tanabe          | Irene de Kok     |
| – 72 kg | Kim Mi-Jung      | Yoko Tanabe          | Laetitia Meignan |
| + 72 kg | Zhuang Xiaoyan   | Estela Rodríguez     | Natalia Lupino   |
| + 72 kg | Zhuang Xiaoyan   | Estela Rodríguez     | Yoko Sakaue      |

## Medaller
| Posició | País            | Or | Argent | Bronze | Total |
| 1       | Japó            | 2  | 4      | 4      | 10    |
| 2       | França          | 2  | 1      | 4      | 7     |
| 3       | Equip Unificat  | 2  | 0      | 2      | 4     |
| 4       | Espanya         | 2  | 0      | 0      | 2     |
| 5       | Hongria         | 1  | 2      | 1      | 4     |
| 6       | Cuba            | 1  | 1      | 3      | 5     |
| 7       | Corea del Sud   | 1  | 1      | 2      | 4     |
| 8       | R.P. de la Xina | 1  | 0      | 2      | 3     |
| 9       | Brasil          | 1  | 0      | 0      | 1     |
| 9       | Polònia         | 1  | 0      | 0      | 1     |
| 11      | Regne Unit      | 0  | 2      | 2      | 4     |
| 12      | Israel          | 0  | 1      | 1      | 2     |
| 13      | Estats Units    | 0  | 1      | 0      | 1     |
| 13      | Itàlia          | 0  | 1      | 0      | 1     |
| 15      | Alemanya        | 0  | 0      | 2      | 2     |
| 15      | Països Baixos   | 0  | 0      | 2      | 2     |
| 17      | Bèlgica         | 0  | 0      | 1      | 1     |
| 17      | Canadà          | 0  | 0      | 1      | 1     |
| 17      | Turquia         | 0  | 0      | 1      | 1     |